# John Granville (1er baron Granville)
Pour les articles homonymes, voir John Granville.
John Granville (12 avril 1665 - 3 décembre 1707 est un soldat, propriétaire foncier et homme politique anglais.

## Biographie
Il est le deuxième fils de John Granville (1er comte de Bath), de Jane Wyche, fille de Sir Peter Wyche. Il est le petit-fils de Sir Bevil Grenville et le frère cadet de Charles Granville (2e comte de Bath). Il fait ses études à Christ Church, Oxford.
Il combat aux côtés de son frère aîné dans l'armée impériale lors de la bataille de Vienne en 1683. Deux ans plus tard, il est élu au Parlement pour Launceston, poste qu'il occupe jusqu'en 1687. Il se félicite de la Glorieuse Révolution de 1688 et dirige une force de grenadiers en soutien à Guillaume d'Orange lors du siège de Cork en septembre 1690. Il est nommé capitaine de Deal Castle en février 1690, mais perd son poste pour des raisons politiques, en même temps que sa place de colonel dans les Guards, en décembre de la même année.
En 1689, il est élu au Parlement pour Plymouth. Il prononce notamment quatre discours contre la situation de la Royal Navy et est membre du comité créé pour formuler des recommandations sur le soulagement des marins blessés. Il continue à siéger pour Plymouth jusqu'en 1698, puis représente Newport jusqu'en 1700, Fowey de janvier à décembre 1701 et la Cornouailles de 1701 à 1703. Il est dans l'opposition pendant tout le règne de Guillaume III d'Orange-Nassau. Lorsque la reine Anne accède au trône en 1702, Granville est admis au Conseil privé. En 1703, il est élevé à la pairie comme baron Granville de Potheridge, de Potheridge dans le comté de Devon, et nommé lord-lieutenant de Cornouailles, lord préfet des Stannaries et lieutenant-général de l'artillerie, des postes qu'il occupe jusqu'à 1705, où il entre de nouveau dans l'opposition.

## Famille
Lord Granville de Potheridge épouse Rebeccah Child, fille de Josiah Child et veuve de Charles Somerset (marquis de Worcester), en 1703. Ils n'ont pas d'enfants. Il meurt en décembre 1707 après une attaque d'Apoplexie à 42 ans. Comme il n'a pas d'enfants, la baronnie s'éteint avec lui. Il est enterré à St Clement Danes, à Londres .